# 德罗河畔拉索沃塔
德羅河畔拉索沃塔（法語：La Sauvetat-du-Dropt，法語發音：[la sovta dy dʁo]），或纯音译作拉索沃塔迪德罗，是法国洛特-加龙省的一个市镇，属于马尔芒德区。

## 地理
德罗河畔拉索沃塔（44°38'50"N, 0°20'20"E）面积10.37 平方千米，位于法国新阿基坦大区洛特-加龍省，该省份为法国西南部内陆省份，北起多爾多涅省，西接吉倫特省和朗德省，南至热尔省，东临塔恩-加龙省和洛特省。
与德罗河畔拉索沃塔接壤的市镇（或旧市镇、城区）包括：圣让德迪拉斯、埃梅、阿尼亚克、穆斯捷、帕尔达扬、鲁马涅、苏芒萨克。

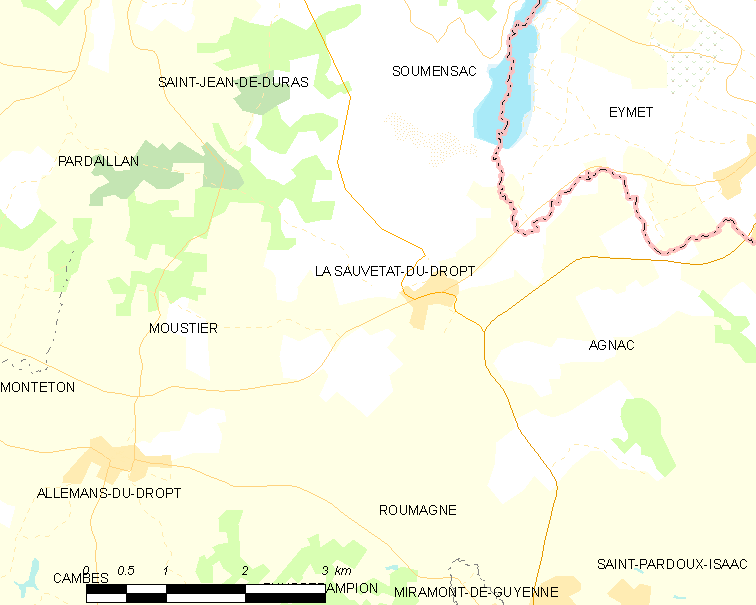
德罗河畔拉索沃塔的OSM定位图

德罗河畔拉索沃塔的时区为UTC+01:00、UTC+02:00（夏令时）。

## 行政
德罗河畔拉索沃塔的邮政编码为47800，INSEE市镇编码为47290。

## 政治
德罗河畔拉索沃塔所属的省级选区为吉耶讷山丘县。

## 人口

1962-2008年间德罗河畔拉索沃塔人口变化图示

德罗河畔拉索沃塔于2022年1月1日时的人口数量为565人。